# QantasLink
A QantasLink é uma empresa aérea subsidiária da Qantas com sede em Sydney, Nova Gales do Sul, Austrália, foi fundada em 2002 quando a Qantas comprou várias subsidiárias que atuavam pela aliança AirLink.

## Frota
| Aeronave                      | Quantidade | Pedidos | Notas                         |
| ----------------------------- | ---------- | ------- | ----------------------------- |
| Airbus A320-200               | 4          | —       |                               |
| Boeing 717-200                | 20         | —       | A ser substítuidos pelos A220 |
| British Aerospace 146         | 19         | —       |                               |
| De Havilland Canada DHC-8-200 | 3          | —       |                               |
| De Havilland Canada DHC-8-300 | 16         | —       |                               |
| De Havilland Canada DHC-8-400 | 31         | —       |                               |
| Fokker F100                   | 17         | —       | A ser substituídos            |

- A frota de Boeing 717s e Fokker 100 com mais de 20 anos poderá ser substituída pelos Airbus A220 ou pelo projeto Boeing 797.